# Rain of Acid
Rain of Acid ist eine finnische Melodic-Death-Metal-Band aus Vaasa, die 2008 gegründet wurde.

## Geschichte
Die Band wurde 2008 gegründet. 2009 erschien eine erste Single, von der sich in den ersten Wochen etwa 300 Stück absetzten. Nach mehreren Konzerten wurde im Frühling 2010, das Debütalbum aufgenommen, abgemischt und gemastert. Als Produzent war Tuomas Saukkonen von Before the Dawn und Wolfheart tätig. Das Album erschien 2011 unter dem Namen Lost Souls. Nachdem die Band zusammen mit Before the Dawn auf einer Tournee durch Finnland aufgetreten war, begannen 2012 die Aufnahmen zum zweiten Album Ghost Town. Die Produktion übernahm erneut Saukkonen, wobei er bei den Aufnahmen auch als Session-Schlagzeuger tätig war. Die Veröffentlichung fand Anfang 2014 über Violent Journey Records statt. Im selben Monat wurde zu dem Lied The Closure ein Musikvideo veröffentlicht.

## Stil
Björn Backes von Powermetal.de bezeichnete die Musik auf Lost Souls als modernen Melodic Death Metal, den man zwischen den Frühwerken von Children of Bodom und dem Göteborger Stil einordnen könne. Zudem biete das Album einen „ausgewogenen Mix aus modernen Gitarren und Arrangements und klassischen Zitaten“. In den aggressiveren Passagen klinge die Gruppe wie Dark Tranquillity oder In Flames, während die groovenden Passagen eher an Soilwork erinnern würden. Durch den Einsatz von „vielen zeitgemäßen Breaks, wunderbaren, melodischen Wechseln und einer ausgesprochen überzeugend ausstaffierten Dynamik“ hebe sich Rain of Acid jedoch von diesen Bands ab. Jan Wischkowski von Metal.de sah auf Ghost Town vor allem durch den Einsatz von Tuomas Saukkonen als Schlagzeuger und Produzenten einen großen Before-the-Dawn-Einfluss. Vor allem die Melodien und die tiefen Growls klängen ähnlich. Insgesamt sei das Album geprägt von „Tempo-Wechseln, überraschenden Wendungen und eben eine[r] unüberschaubare[n] Menge an verschiedenen Melodien, die doch etwas konträr zur immer wieder leicht doomigen Monotonie BEFORE THE DAWNs stehen“. Gelegentlich setze die Band auch Blastbeats oder schwedischen Melodic Death Metal ein.

## Diskografie
- 2011: Lost Souls (Album, Eigenveröffentlichung)
- 2014: Ghost Town (Album, Violent Journey Records)